# Liste des configurations de la Xbox 360
 (décembre 2023).
La mise en forme du texte ne suit pas les recommandations de Wikipédia : il faut le « wikifier ».
Les points d'amélioration suivants sont les cas les plus fréquents. Le détail des points à revoir est peut-être précisé sur la page de discussion.
- Les titres sont pré-formatés par le logiciel. Ils ne sont ni en capitales, ni en gras.
- Le texte ne doit pas être écrit en capitales (les noms de famille non plus), ni en gras, ni en italique, ni en « petit »…
- Le gras n'est utilisé que pour surligner le titre de l'article dans l'introduction, une seule fois.
- L'italique est rarement utilisé : mots en langue étrangère, titres d'œuvres, noms de bateaux, etc.
- Les citations ne sont pas en italique mais en corps de texte normal. Elles sont entourées par des guillemets français : « et ».
- Les listes à puces sont à éviter, des paragraphes rédigés étant largement préférés. Les tableaux sont à réserver à la présentation de données structurées (résultats, etc.).
- Les appels de note de bas de page (petits chiffres en exposant, introduits par l'outil «  Source ») sont à placer entre la fin de phrase et le point final[comme ça].
- Les liens internes (vers d'autres articles de Wikipédia) sont à choisir avec parcimonie. Créez des liens vers des articles approfondissant le sujet. Les termes génériques sans rapport avec le sujet sont à éviter, ainsi que les répétitions de liens vers un même terme.
- Les liens externes sont à placer uniquement dans une section « Liens externes », à la fin de l'article. Ces liens sont à choisir avec parcimonie suivant les règles définies. Si un lien sert de source à l'article, son insertion dans le texte est à faire par les notes de bas de page.
- La présentation des références doit suivre les conventions bibliographiques. Il est recommandé d'utiliser les modèles {{Ouvrage}}, {{Chapitre}}, {{Article}}, {{Lien web}} et/ou {{Bibliographie}}. Le mode d'édition visuel peut mettre en forme automatiquement les références.
- Insérer une infobox (cadre d'informations à droite) n'est pas obligatoire pour parachever la mise en page.

Pour une aide détaillée, merci de consulter Aide:Wikification.
Si vous pensez que ces points ont été résolus, vous pouvez retirer ce bandeau et améliorer la mise en forme d'un autre article.
 (décembre 2023).
La Xbox 360 a été commercialisée dans diverses versions au cours de son cycle de vie. Lors de son lancement, la Xbox 360 était disponible en deux versions: le pack classique "Xbox 360" (officieusement connu sous le nom de 20 Go Pro ou Premium), au prix de 399,99 $ US ou 279,99 £, et la "Xbox 360 Core", au prix de 299,99 $ US et 209,99 £. Les premiers modèles commercialisés comprenaient une version réduite de la Media Remote à titre promotionnel. La version Elite a été lancée plus tard au prix de 479,99 $ US. La « Xbox 360 Core » a été remplacée par la « Xbox 360 Arcade » en octobre 2007  et une version 60 Go de la Xbox 360 Pro est sortie le 1er août 2008. Le package Pro a été abandonné et réduit à 249,99 $ US le 28 août 2009 pour être vendu jusqu'à épuisement du stock, tandis que le prix de l'Elite a également été réduit à 299,99 $ US. En juin 2010, Microsoft a annoncé un nouveau modèle repensé et l'arrêt des modèles Elite et Arcade.

## Xbox 360

### Xbox 360

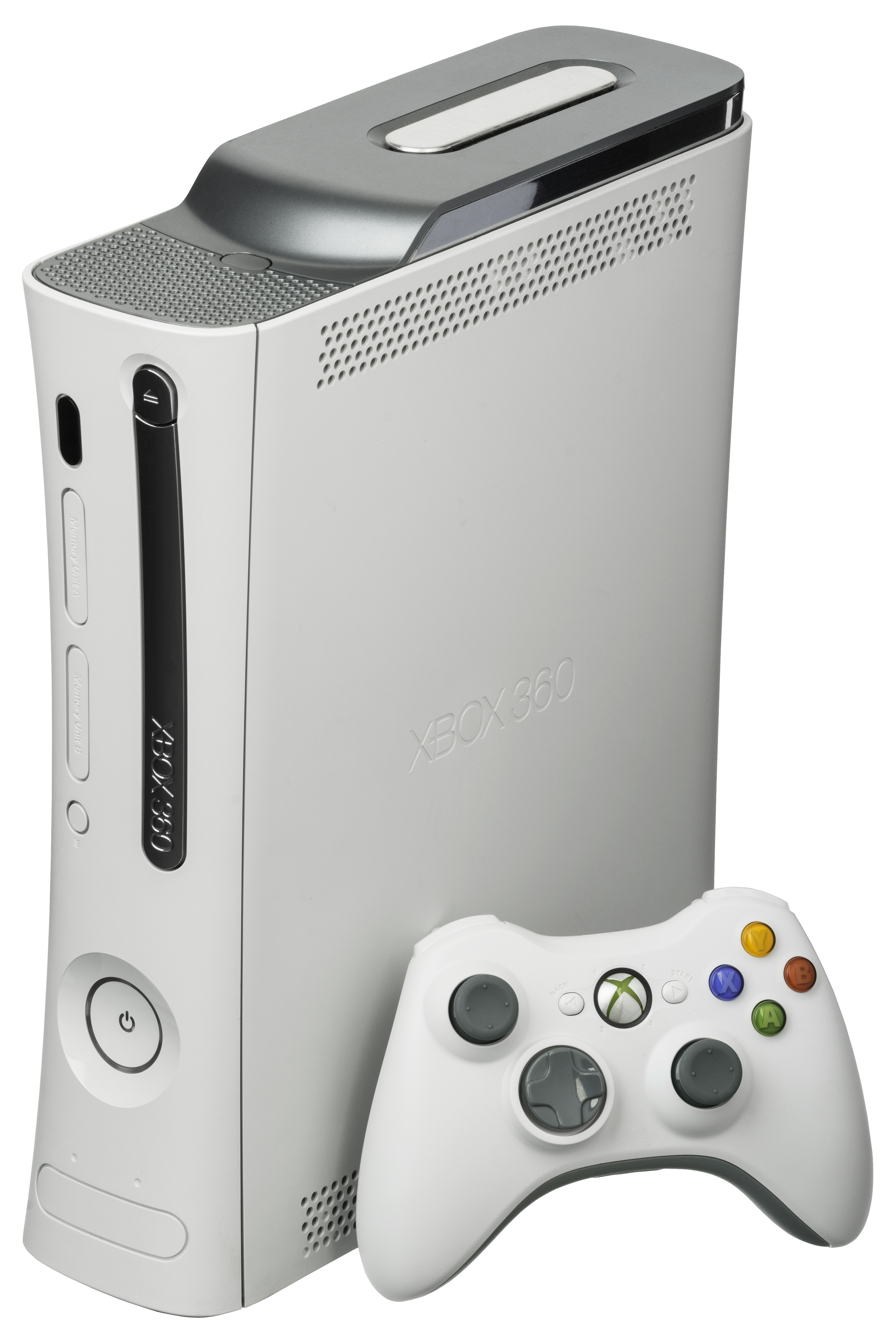
Xbox 360 Pro avec manette sans fil blanche.

La Xbox 360  (également connue sous le nom de Pro ou Premium,  et simplement présentée sous le nom de Xbox 360) incluait toutes les fonctionnalités de la Xbox 360 Core. La seule différence avec la Core était physique; la Core avait le lecteur de disque peint en blanc au lieu d'une finition argentée. La Pro incluait un câble hybride composite / composant avec sortie optique en option au lieu du câble composite A/V. Ce modèle comprenait également un disque dur amovible (initialement 20 Go, et les modèles ultérieurs en ont eu de 60 Go) pour stocker le contenu téléchargé, assurer la compatibilité avec les jeux Xbox originaux et stocker des données de jeu. Le disque dur inclus était accompagné de démos de jeux, de clips vidéo et d'un jeu Live Arcade gratuit, Hexic HD . En juillet 2007, cette version de la Xbox 360 a commencé à apparaître avec la carte mère "Zephyr" (carte mère utilisée dans l'Elite) qui dispose d'une sortie HDMI et du dissipateur thermique du GPU amélioré. Bien que ce modèle inclue une sortie HDMI,, il n'est pas livré avec un câble HDMI.[réf. nécessaire] À partir de fin septembre 2007, les systèmes les plus récents ont été livrés avec la nouvelle carte mère "Falcon". Cette carte mère inclut le nouveau CPU en 65 nm, contrairement à 90 nm précédemment, ce qui les rend plus silencieux et mieux refroidis que les anciennes versions. Le 1er août 2008, le La version 20 Go a été abandonnée et remplacée par une version 60 Go pour le même prix. Les consoles "Fêtes 2007" étaient fournies avec Forza Motorsport 2 et Marvel: Ultimate Alliance. Les consoles "Fêtes 2008" étaient fournies avec Lego Indiana Jones : The Original Adventures et Kung Fu Panda. Les baisses de prix entrées en vigueur le 4 septembre 2008 ont réduit le prix de 349 $ à 299 $. La configuration Xbox 360, à la suite de son arrêt, se vendait 250 $ jusqu'à épuisement des stocks.

### Xbox 360 Core
La Xbox 360 Core était une Xbox 360 d'entrée de gamme qui a ensuite été remplacée par la « Arcade ». Bien que disponible au lancement dans d'autres régions, elle n'était pas disponible au Japon avant le 2 novembre 2006. Le système Core était livré avec un câble vidéo composite, capable uniquement de résolutions SDTV. La console était cependant capable des mêmes résolutions HDTV (jusqu'à 1080i ) que les autres modèles lorsqu'elle était connectée à un câble composant / terminal D vendu séparément. En octobre 2006, la prise en charge de 1080p a été ajoutée pour tous les modèles dans une mise à jour du système , y compris pour la « Core » utilisant soit le câble composant/terminal D, soit le nouveau câble VGA. Contrairement à tous les autres versions, elle était livrée avec une version filaire de la manette Xbox 360, au lieu de la version sans fil.

### Xbox 360 Elite

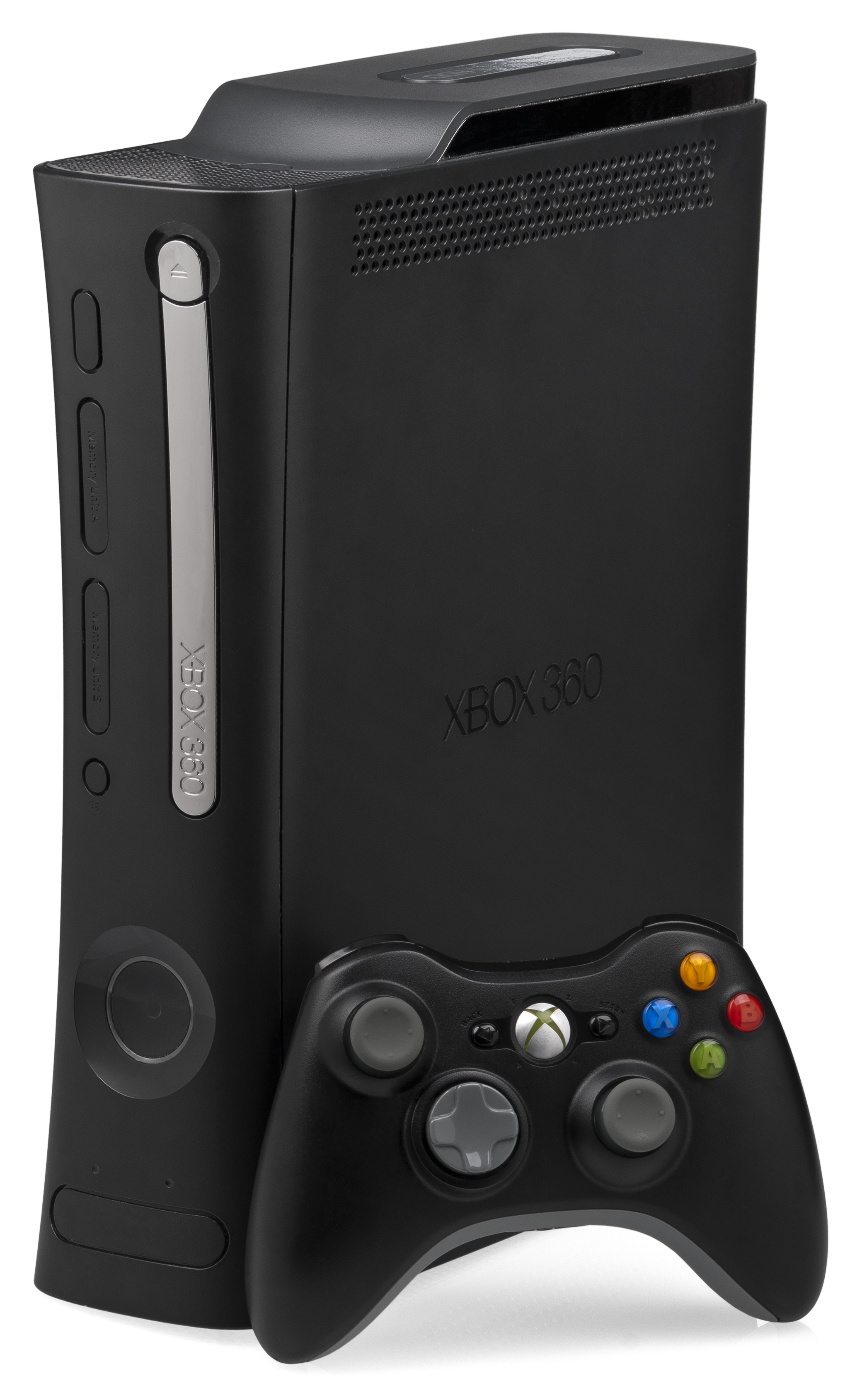
Xbox 360 Elite avec manette sans fil noire.

La Xbox 360 Elite (parfois livrée avec le sous-titre « Go Big ») comprenait un disque dur de 120 Go et finition noir mat. La boîte de la Elite comprenait également une manette et un casque assortis à la finition noire du système. Toutes les Elite fabriqués avant septembre 2009 étaient également livrés avec un câble A/V composante HD et un câble HDMI. Le prix de sortie initial était de 479,99 $ US,  549,99 $ C,  299,99 £ et 729,95 $ A. L'Elite est sorti en Amérique du Nord le 29 avril 2007, en Europe le 24 août 2007 et en Australie le 30 août 2007. Ces Elite (et d'autres modèles Xbox 360 utilisant la carte mère Falcon) peuvent être identifiés à partir des versions antérieures par un connecteur d'alimentation repensé et une alimentation nominale de 175 W. En 2009, les modèles Elite utilisant la carte mère Jasper sont sorties. Celles-ci peuvent également être identifiés par leur alimentation, qui est évaluée à 150 W. Les consoles Holiday 2007 étaient fournies avec Forza Motorsport 2 et Marvel: Ultimate Alliance. Les consoles Holiday 2008 étaient fournies avec Lego Indiana Jones : The Original Adventures et Kung Fu Panda. Les consoles Holiday 2009 étaient fournies avec LEGO Batman et Pure.

### Xbox 360 Arcade

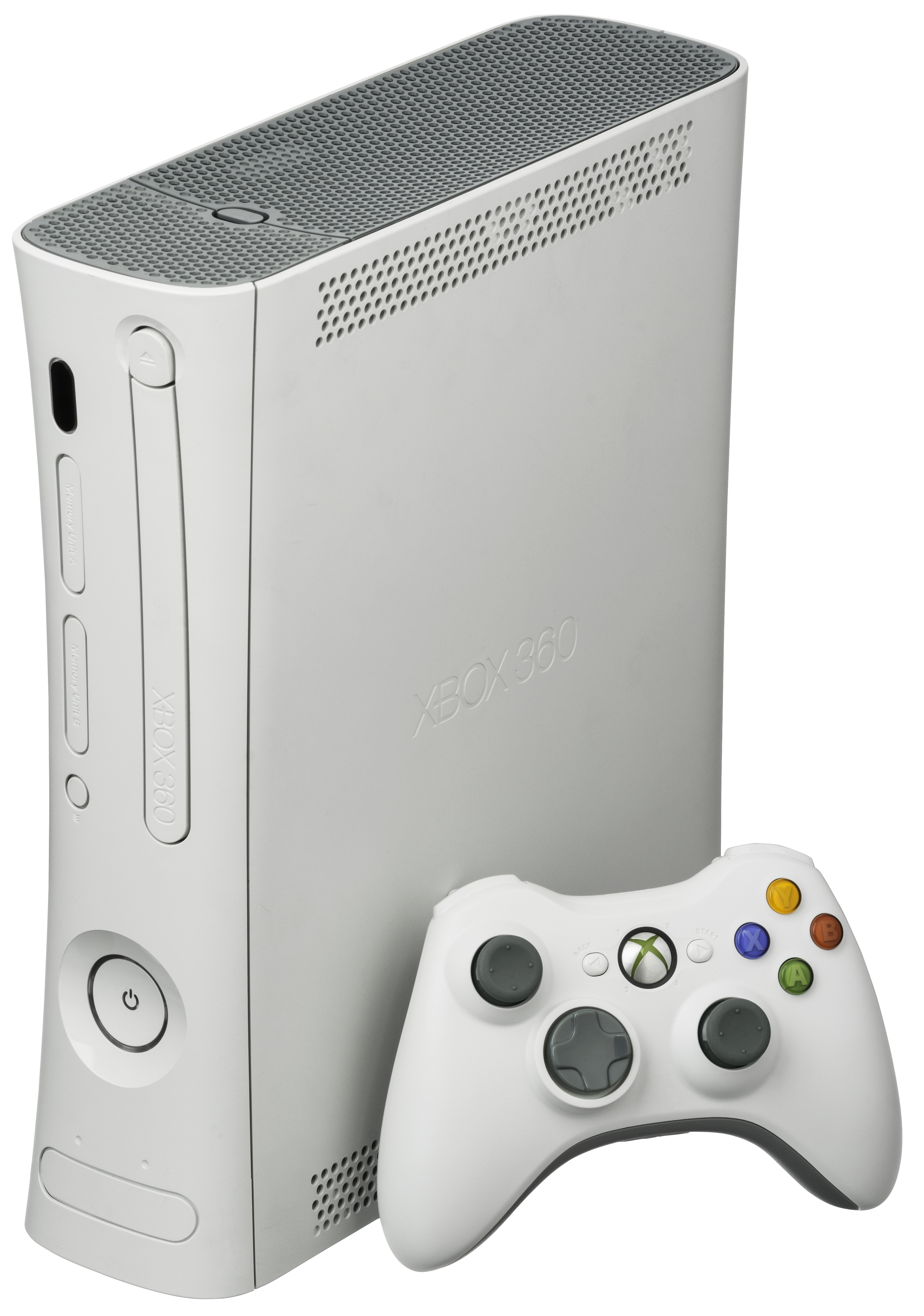
Xbox 360 Arcade avec manette sans fil blanche. L’Arcade est esthétiquement identique au modèle Core, avec le lecteur de disque peint en blanc.

La Xbox 360 Arcade a remplacé la Xbox 360 Core en tant que Xbox 360 d'entrée de gamme le 20 septembre 2007, tout en conservant le prix de la Core de 279,99 $ US. Elle a été révélée publiquement par Robbie Bach, président de la division Entertainment Devices de Microsoft, au Financial Times le 18 octobre 2007  et officiellement annoncée le 22 octobre 2007, bien que l'on pouvait la trouver dans les magasins bien plus tôt. Elle comprenait une manette sans fil (contrairement à la Core), un câble A/V composite, une sortie HDMI, une carte mémoire de 256 Mo et cinq titres Xbox Live Arcade :  Boom Boom Rocket, Feeding Frenzy, Luxor 2, Pac-Man Championship Edition et Uno sur un seul disque, qui comprenait également une "Vidéo de bienvenue" et plusieurs bandes-annonces et démos de jeux. Comme son prédécesseur la "Core", elle dispose d'un lecteur de disque blanc et peut utiliser un disque dur Xbox 360 vendu séparément. La principale différence entre l'Arcade et le Core est que l'Arcade dispose d'un port HDMI, contrairement à la Core. À l'automne 2008, avec l'introduction de la révision de la carte mère Jasper, la carte mémoire a été retirée de l'emballage et remplacée par une puce mémoire interne de 256 Mo. Elle a ensuite été mise à niveau vers une puce de 512 Mo à l'été 2009. Les consoles Holiday 2008 étaient fournies avec Sega Superstars Tennis.

## Xbox 360 S

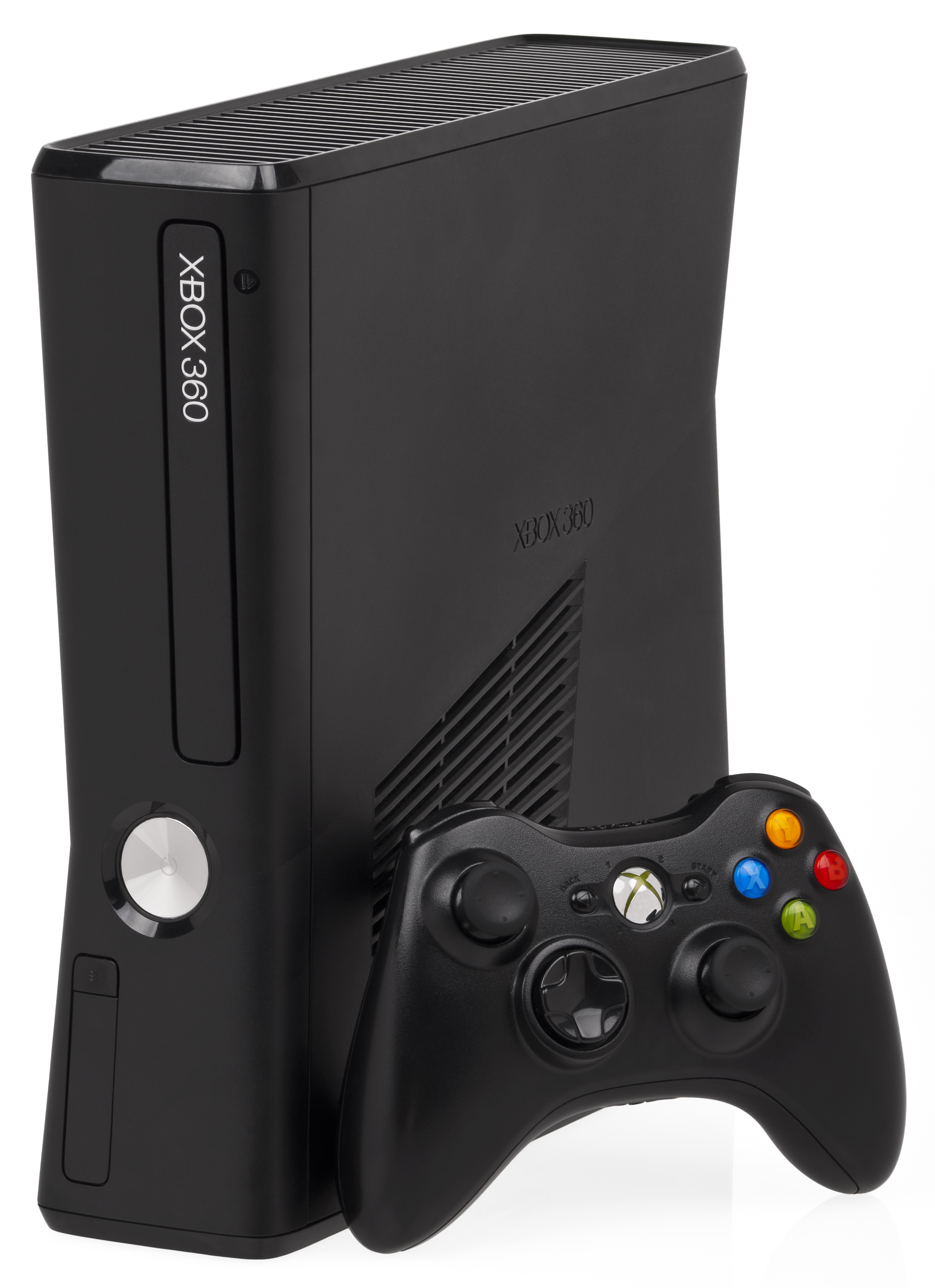
Xbox 360 S (Noir mat)

Officiellement nommée Xbox 360 S, communément connue sous le nom de Xbox 360 Slim, et commercialisée simplement sous le nom de Xbox 360 ; ces consoles sont basées sur une refonte matérielle profonde. Ce modèle a été officiellement annoncé le 14 juin 2010 lors d'un point de presse avant l'E3 de cette année-là. Des rumeurs disaient qu'une nouvelle version de la Xbox 360 était en préparation à la suite de fuites publiées le 17 mars 2010  Des publicités ont ensuite fait surface le 13 juin 2010 montrant un design Xbox 360 plus mince, qui devait inclure un disque dur de 250 Go et fonctionnalité Wi-Fi intégrée.
Le boîtier de la console est revu par rapport aux modèles précédents, avec une finition noire brillante, et des boutons d'alimentation et d'éjection capacitifs. Des sons sont émis lorsque l'appareil est allumé, éteint et lorsque le plateau de disque est ouvert ou fermé. Le matériel interne a été repensé à l'aide d'une nouvelle carte mère nommée "Valhalla", qui intègre le CPU, le GPU et l'eDRAM dans un seul boîtier utilisant un processus de fabrication en 45 nm. Comme le CPU et le GPU sont intégrés dans la même puce, ils peuvent également partager le même dissipateur thermique et le même ventilateur, ce qui réduit le bruit de la console et sa consommation électrique de moitié par rapport à la carte mère Xenon d'origine,. La S dispose de deux ports USB arrière supplémentaires, ainsi que d'un port propriétaire utilisé pour connecter le capteur Kinect,.
La carte mère a un adaptateur Wi-Fi GHz 2,4 GHz 802.11 b/g/n intégré,, et un connecteur audio optique TOSLINK S/PDIF. La S n'inclut plus d'emplacements pour unités de mémoire ; Les clés USB peuvent également être utilisées pour étendre le stockage. Le connecteur du disque dur externe a également été remplacé par une baie interne destinée à être utilisée avec un disque dur propriétaire. La baie de disque dur est conçue de telle sorte qu'un disque dur 2,5" spécialement formaté puisse y être installé. Les données peuvent être transférées depuis une console précédente à l'aide d'un câble de transfert USB vendu séparément. S'il est retiré de son boîtier, un disque dur d'une Xbox 360 de génération précédente peut être implanté dans la baie de lecteur au lieu d'acheter un disque dur conçu pour être utilisé avec le nouveau modèle,.
Contrairement aux générations précédentes de la console qui avaient des noms pour distinguer les différents stocks, les unités des nouveaux modèles étaient marquées par leur capacité de stockage interne  de la même manière que les différents modèles de son principal concurrent, la PlayStation 3.
La première version de Xbox 360 S révélée comprenait un disque dur de 250 Go  et son boîtier présentaient une finition noire brillante. Il a été expédié aux détaillants américains le jour même de son annonce (le 14 juin 2010) et a été mis en vente plus tard dans la semaine. Elle est sortie en Australie le 1er juillet 2010 , en Nouvelle-Zélande le 8 juillet 2010  et en Europe le 16 juillet 2010.
En août 2011, Microsoft a annoncé qu'ils rationaliseraient les modèles en supprimant la finition brillante et que les futures versions de 250 Go utiliseraient la finition noir mat des modèles 4 Go,.
Un deuxième modèle qui comprenait 4 Go de stockage flash interne et doté d'un boîtier noir mat (un peu comme la Xbox 360 Elite)  est sorti le 3 août 2010 aux États-Unis  et le 20 août 2010 en Europe. Elle a remplacé la Xbox 360 Arcade et coûte 199,99 $ US, 149,99 £ ou 199,99 €,,,,. Bien que ce modèle dispose d'un stockage intégré, le directeur produit Xbox, Aaron Greenberg, a confirmé qu'elle dispose d'une baie de lecteur que Microsoft a « la possibilité d'utiliser à l'avenir ».

## Xbox 360 E

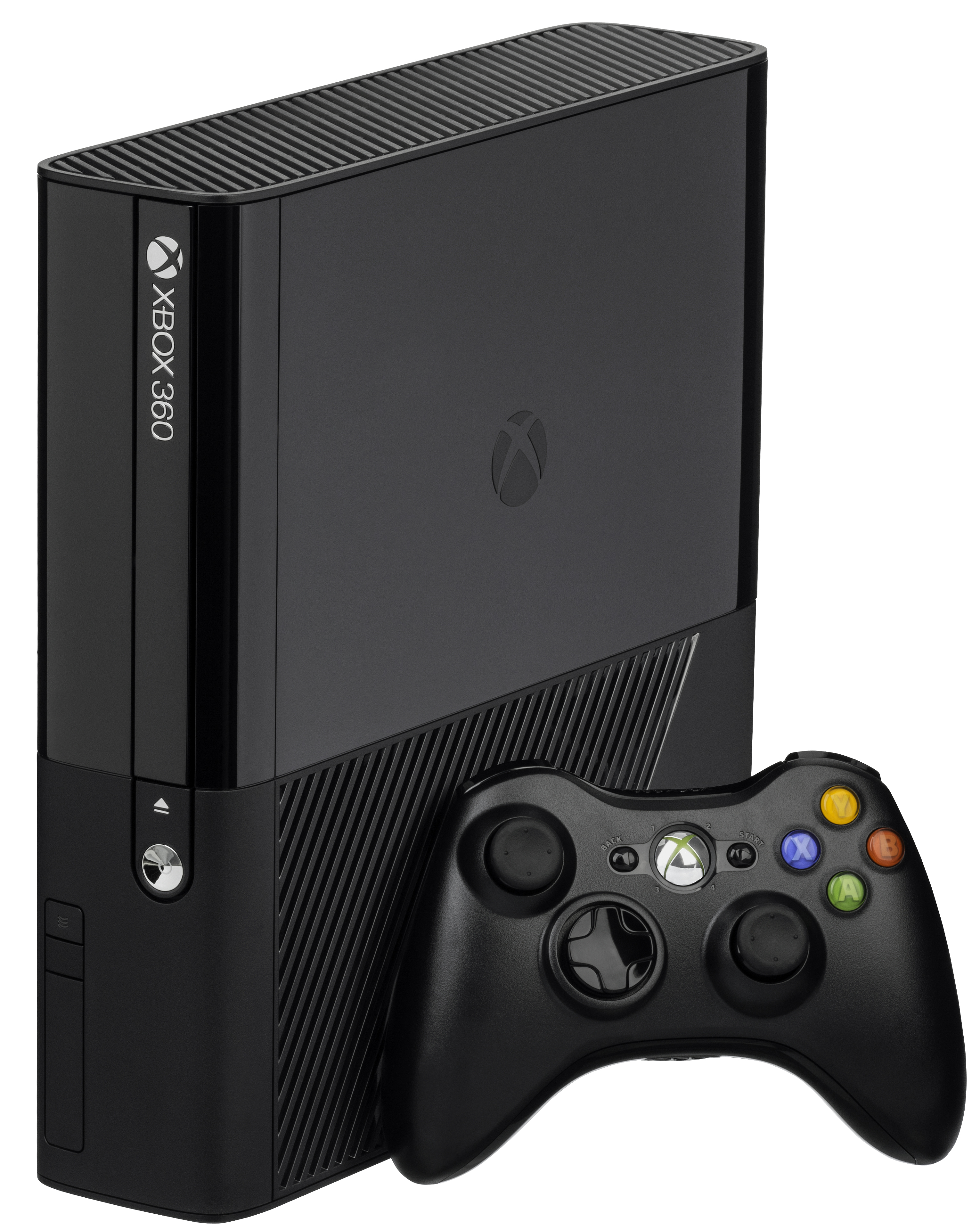
La Xbox 360 E, restylée avec les traits de design de la Xbox One.

Lors de la conférence de presse E3 de Microsoft le 10 juin 2013, une autre révision matérielle de la Xbox 360 connue sous le nom de Xbox 360 E a été dévoilée pour une disponibilité immédiate. Il s'agit d'une révision du modèle S avec un nouveau boîtier inspiré de la Xbox One, avec une apparence plus rectangulaire et une palette de couleurs bicolore. Elle possède un port USB en moins et aucune connexion S/PDIF, composant YPbPr ou S-vidéo. Les composants internes sont par ailleurs similaires au modèle S. Les désignations et les prix du nouveau modèle sont identiques à ceux du modèle précédent,.

## Comparaison des fonctionnalités
Les informations sont basées sur les spécifications actuelles des packages standard. Les forfaits plus anciens peuvent différer des configurations actuelles.
| Modèle          | Stockage           | HDMI | Apparence                                                                      | Casque    | Autres accessoires | Autres accessoires | MSRP                                                            | Disponibilité                                     |
| --------------- | ------------------ | ---- | ------------------------------------------------------------------------------ | --------- | --- | --- | --------------------------------------------------------------- | ------------------------------------------------- |
| Xbox 360 Core   | Sans               | (na) | Blanc mat Lecteur de disque blanc mat                                          | (na)      | - Manette filaire - Câble composite A/V | - Manette filaire - Câble composite A/V | US299,99 $, 199,99 £, 27,800 ¥                                  | INT : 2005-11-22                                  |
| Xbox 360 Arcade | 512 MB onboard     | Oui  | Blanc mat Lecteur de disque blanc mat                                          | (na)      | - Manette sans fil - Cable component HD A/V - Disque Xbox Live Arcade d'extraits et bandes annonces (non inclus avec tous les modèles)                | - Manette sans fil - Cable component HD A/V - Disque Xbox Live Arcade d'extraits et bandes annonces (non inclus avec tous les modèles)                | US199,99 $, C149,99 $, 159,99 £, 179,99 €, 19,800 ¥, A299,00 $, | INT : 2009-06                                     |
| Xbox 360 Arcade | 256 MB onboard     | Oui  | Blanc mat Lecteur de disque blanc mat                                          | (na)      | - Manette sans fil - Cable component HD A/V - Disque Xbox Live Arcade d'extraits et bandes annonces (non inclus avec tous les modèles)                | - Manette sans fil - Cable component HD A/V - Disque Xbox Live Arcade d'extraits et bandes annonces (non inclus avec tous les modèles)                | US199,99 $, C149,99 $, 159,99 £, 179,99 €, 19,800 ¥, A299,00 $, | INT : 2008-12                                     |
| Xbox 360 Arcade | 256 MB memory unit | Oui  | Blanc mat Lecteur de disque blanc mat                                          | (na)      | - Manette sans fil - Cable component HD A/V - Disque Xbox Live Arcade d'extraits et bandes annonces (non inclus avec tous les modèles)                | - Manette sans fil - Cable component HD A/V - Disque Xbox Live Arcade d'extraits et bandes annonces (non inclus avec tous les modèles)                | US199,99 $, C149,99 $, 159,99 £, 179,99 €, 19,800 ¥, A299,00 $, | INT : 2007-10-23                                  |
| Xbox 360 Pro    | 60 GB HDD          | Oui  | Blanc mat Lecteur de disque chromé                                             | [ [f] 1 ] | - Manette sans fil - Câble ethernet - Câble component HD A/V                                                                                          | - Manette sans fil - Câble ethernet - Câble component HD A/V                                                                                          | US399,99 $, C299,99 $, 169,99 £, 239,99 €, 29,800 ¥, A399,00 $  | INT : 2008-09-01                                  |
| Xbox 360 Pro    | 20 GB HDD          | Oui  | Blanc mat Lecteur de disque chromé                                             | [ [f] 2 ] | - Manette sans fil - Câble ethernet - Câble component HD A/V                                                                                          | - Manette sans fil - Câble ethernet - Câble component HD A/V                                                                                          | US399,99 $, C299,99 $, 169,99 £, 239,99 €, 29,800 ¥, A399,00 $  | INT : 2007-09                                     |
| Xbox 360 Pro    | 20 GB HDD          | (na) | Blanc mat Lecteur de disque chromé                                             | [ [f] 3 ] | - Manette sans fil - Câble ethernet - Câble component HD A/V                                                                                          | - Manette sans fil - Câble ethernet - Câble component HD A/V                                                                                          | US399,99 $, C299,99 $, 169,99 £, 239,99 €, 29,800 ¥, A399,00 $  | INT : 2005-11-22                                  |
| Xbox 360 Elite  | 250 GB HDD         | Oui  | Blanc mat avec écritures Modern Warfare 2 Lecteur de disque blanc mat          | Oui       | - 2 manettes sans fil - Câble Ethernet - Câble component HD A/V                                                                                       | - Call of Duty: Modern Warfare 2 | US399,99 $, C399,99 $, 249,99 £, 329,99 €, A599,00 $            | INT : 2009-11-10                                  |
| Xbox 360 Elite  | 250 GB HDD         | Oui  | Blanc mat Lecteur de disque chromé                                             | Oui       | - 2 manettes sans fil - Câble Ethernet - Câble component HD A/V                                                                                       | - Forza Motorsport 3 | US399,99 $, C399,99 $, 249,99 £, 329,99 €, A599,00 $            | INT : 2009-10-27                                  |
| Xbox 360 Elite  | 250 GB HDD         | Oui  | Blanc mat Lecteur de disque chromé                                             | Oui       | - 2 manettes sans fil - Câble Ethernet - Câble component HD A/V                                                                                       | - Halo 3 et Halo 3: ODST | C399,99 $                                                       | CAN : 2010-01-09                                  |
| Xbox 360 Elite  | 250 GB HDD         | Oui  | Blanc mat Lecteur de disque chromé                                             | Oui       | - 2 manettes sans fil - Câble Ethernet - Câble component HD A/V                                                                                       | - Final Fantasy XIII - Faceplate supplémentaire avec décorations FF XIII exclusives                                                                   | US399,99 $, C399,99 $, 249,99 £, 329,99 €, A599,00 $            | INT : 2010-03-09                                  |
| Xbox 360 Elite  | 250 GB HDD         | Oui  | Blanc mat Lecteur de disque chromé                                             | Oui       | - 2 manettes sans fil - Câble Ethernet - Câble component HD A/V                                                                                       | - Tom Clancy's Splinter Cell: Conviction | US399,99 $, C399,99 $, 249,99 £, 329,99 €, A599,00 $            | INT : 2010-04-13                                  |
| Xbox 360 Elite  | 120 GB HDD         | Oui  | Noir mat Lecteur de disque chromé                                              | Oui       | - Manette sans fil - Câble Ethernet - Câble component HD A/V - Câble HDMI                                                                             | - Manette sans fil - Câble Ethernet - Câble component HD A/V - Câble HDMI                                                                             | US299,99 $, C299,99 $, 199,99 £, 299,99 € ¥29, 800, A549,00 $,  | AN : 2007-04-29 EUR : 2007-08-24 AUS : 2007-08-30 |
| Xbox 360 S,     | 320 GB HDD,        | Oui  | Rouge métallique avec écritures noires Gears of War 3                          | Oui       | - 1 ou 2 manettes sans fil avec les "D-pad transformables" - Câble composite A/V Pour plus de détails, voir bundles de Xbox 360 S ci-dessous          | - 1 ou 2 manettes sans fil avec les "D-pad transformables" - Câble composite A/V Pour plus de détails, voir bundles de Xbox 360 S ci-dessous          | US$399.99                                                       | INT : 2011-09-20                                  |
| Xbox 360 S,     | 320 GB HDD,        | Oui  | Bleu et blanc mat avec artwork de R2-D2 ; Ring de lumière bleu                 | Oui       | - 1 ou 2 manettes sans fil avec les "D-pad transformables" - Câble composite A/V Pour plus de détails, voir bundles de Xbox 360 S ci-dessous          | - 1 ou 2 manettes sans fil avec les "D-pad transformables" - Câble composite A/V Pour plus de détails, voir bundles de Xbox 360 S ci-dessous          | US449,99 $, £349.99                                             | INT : 2012-04-03                                  |
| Xbox 360 S,     | 320 GB HDD,        | Oui  | Gris mat avec écritures blanches Modern Warfare 3                              | Oui       | - 1 ou 2 manettes sans fil avec les "D-pad transformables" - Câble composite A/V Pour plus de détails, voir bundles de Xbox 360 S ci-dessous          | - 1 ou 2 manettes sans fil avec les "D-pad transformables" - Câble composite A/V Pour plus de détails, voir bundles de Xbox 360 S ci-dessous          | US399 $                                                         | INT : 2011-11-08                                  |
| Xbox 360 S,     | 320 GB HDD,        | Oui  | Gris foncé translucide avec artwork noir et bleu Halo 4 ; Ring de lumière bleu | Oui       | - 1 ou 2 manettes sans fil avec les "D-pad transformables" - Câble composite A/V Pour plus de détails, voir bundles de Xbox 360 S ci-dessous          | - 1 ou 2 manettes sans fil avec les "D-pad transformables" - Câble composite A/V Pour plus de détails, voir bundles de Xbox 360 S ci-dessous          | US399,99 $                                                      | INT : 2012-11-06                                  |
| Xbox 360 S,     | 250 GB HDD         | Oui  | Noir mat                                                                       | (na)      | - Manette sans fil - Câble composite A/V | - Manette sans fil - Câble composite A/V | US299,99 $, C$299.99, 199,99 £, €249.99, A$449.00, NZ$499.00    | INT : 2011-08                                     |
| Xbox 360 S,     | 250 GB HDD         | Oui  | Noir brillant                                                                  | Oui       | - Manette sans fil - Câble composite A/V | - Manette sans fil - Câble composite A/V | US299,99 $, C$299.99, 199,99 £, €249.99, A$449.00, NZ$499.00    | NA AU NZ EU                                       |
| Xbox 360 S,     | 4 GB intégré,      | Oui  | Noir mat                                                                       | (na)      | - Manette sans fil - Câble composite A/V | - Manette sans fil - Câble composite A/V | US199,99 $, 149,99 £, C199,99 $                                 | AN : 2010-08-03 EUR : 2010-08-20                  |
| Xbox 360 S,     | 4 GB intégré,      | Oui  | Blanc brillant                                                                 | (na)      | - Manette sans fil (blanc brillant) - Câble omposite A/V - Capteur Kinect blanc - Kinect Adventures et Kinect Sports - Abonnement Xbox Live de 3 mois | - Manette sans fil (blanc brillant) - Câble omposite A/V - Capteur Kinect blanc - Kinect Adventures et Kinect Sports - Abonnement Xbox Live de 3 mois | US299,99 $                                                      | INT : 2012-02-28                                  |
| Xbox 360 E      | 250 GB HDD         | Oui  | Noir bi-ton                                                                    | (na)      | - Manette sans fil - Câble Composite A/V | - Manette sans fil - Câble Composite A/V | US299,99 $, C$299.99, 199,99 £, €249.99, A$449.00, NZ$499.00    | AN : 2013-06-10 EUR : 2013-06-20                  |
| Xbox 360 E      | 4 GB onboard       | Oui  | Noir bi-ton                                                                    | (na)      | - Manette sans fil - Câble Composite A/V | - Manette sans fil - Câble Composite A/V | US299,99 $, C$299.99, 199,99 £, €249.99, A$449.00, NZ$499.00    | AN : 2013-06-10 EUR : 2013-06-20                  |

```
un
 250 Consoles GB Elite et 320 Les consoles GB Xbox 360 S sont/étaient uniquement disponibles dans le cadre d'offres groupées en édition limitée/spéciale (voir 
ci-dessous
 ). 
b
 Le 
câble A/V composite
 standard comporte trois connecteurs RCA, pour les canaux audio et vidéo composites standard gauche et droit, qui prennent en charge une image SD ( 
NTSC
 sur les consoles NTSC, 
PAL
 et 
PAL60
 sur les consoles PAL). Il lui manque également le connecteur TOSLINK que l'on trouve sur tous les autres câbles A/V (avant 2010) (y compris le 
câble A/V Component HD
 ). 
c
 Le 
câble A/V Composant HD
 est doté de six connecteurs RCA, pour les canaux audio standard gauche et droit, la vidéo composite et le composant HD (YP 
B
 P 
R
 ) prenant en charge une image jusqu'à 1080p
[
47
]
. Il dispose également d'un connecteur audio optique 
TOSLINK
, qui prend en charge soit le 
LPCM
 à 2 canaux (stéréo), soit le 
Dolby Digital 5.1
. 
d
 Le 
dongle audio
 comporte deux connecteurs RCA pour l'audio gauche et droit et un connecteur audio optique TOSLINK.
```

```
f
 À l'exclusion des versions mexicaines et des anciennes versions australiennes et néo-zélandaises, où une 
télécommande multimédia
 est fournie à la place. 
g
 
Le câble A/V HD composant
, le 
câble HDMI
 [c] [h] et 
l'adaptateur audio HDMI
 [d] étaient fournis avec le 120 Modèle GB avant septembre 2009. 
h
 
Le câble A/V HD composant
 est remplacé par un 
D-Terminal HD A/V Cable
 
(
D 端子 HD A/V ケーブル
?
)
  au Japon. 
i
 Les contrôleurs « Transforming D-pad » sont dotés d'un 
D-pad
 qui peut être tourné pour basculer entre un D-pad « plus » (4 voies) ou « disque » (8 voies). Ces contrôleurs comportent également des sommets de stick analogiques concaves différents de ceux des contrôleurs standard.
```

## Éditions spéciales

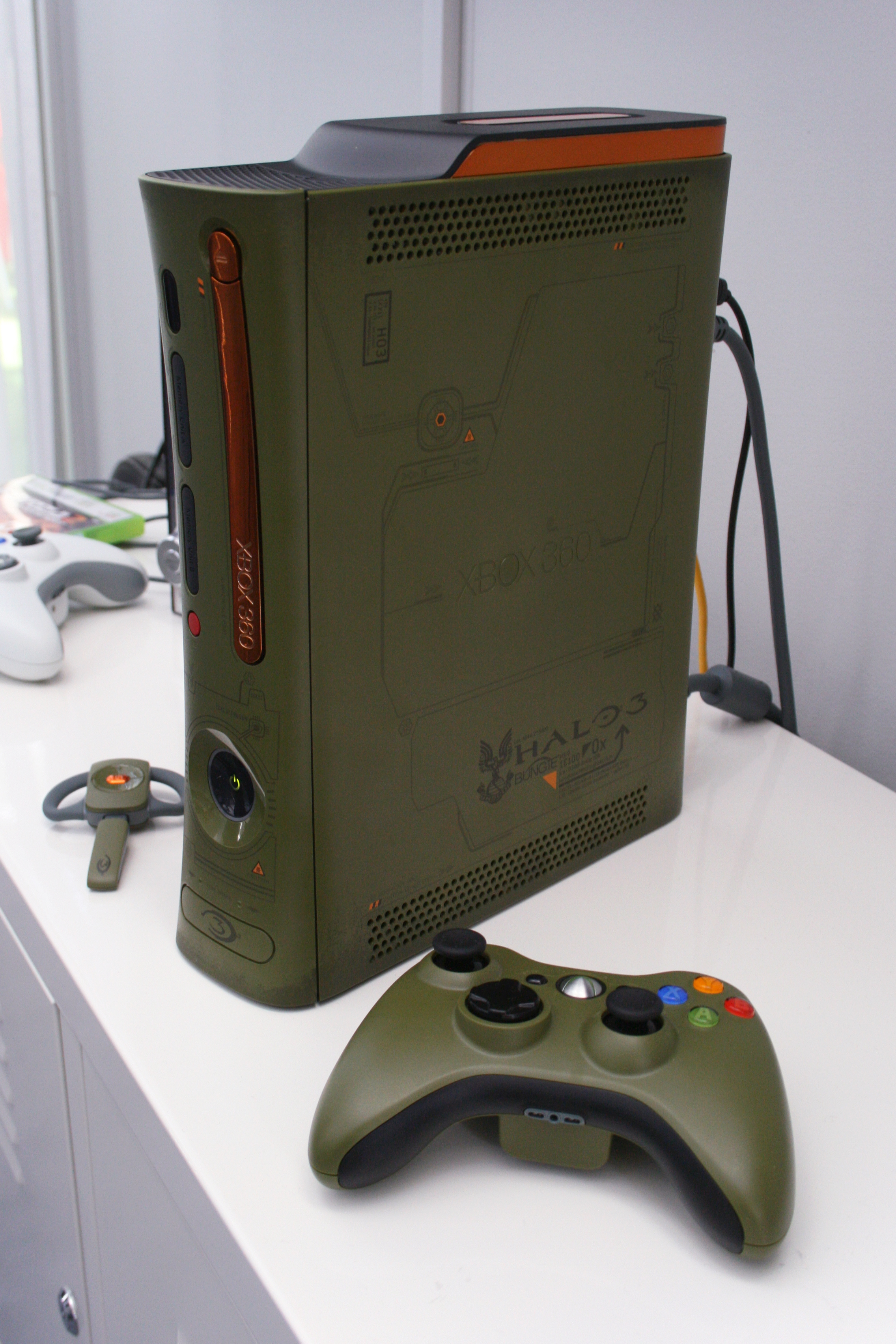
Édition spéciale Halo 3

À quelques reprises, Microsoft a produit des éditions spéciales de la console, généralement pour coïncider avec la sortie d'un produit majeur. Ces éditions spéciales sont généralement des modèles Xbox 360 aux couleurs personnalisées et sont produites en nombre limité.

### Éditions spéciales de la Xbox 360 Pro
- Lors de la conférence de presse de l'E3 2007, Microsoft a annoncé la console Xbox 360 Pro Halo 3 Special Edition, sortie le 25 septembre 2007, en même temps que le jeu. Elle arbore un thème Halo 3 sur la console, un casque filaire, une manette sans fil et un kit Play &amp; Charge . Outre la palette de couleurs unique "Spartan vert et or", elle propose également un dashboard exclusif, ainsi qu'une sortie HDMI[48],[49]. Son prix est de 399,99 $ US et 279,99 £ (soit le prix d'origine de la Xbox 360)[50].
- Pour promouvoir The Simpsons Movie, Microsoft a créé une console Xbox 360 Pro jaune spécialement conçue avec des illustrations basées sur The Simpsons Movie[51]. La configuration était basée sur la Xbox 360 de l'époque, la seule différence étant la palette de couleurs de la console Xbox 360 et de la manette sans fil. Les consoles devaient être distribuées aux gagnants de tirages au sort ayant lieu entre le 18 et le 27 juillet 2007, au cours desquels un nom était tiré au sort chaque jour dans le cadre du concours « 10 jours et 10 chances de gagner »[52]. 100 consoles ont été produites au total[53].

### Éditions spéciales de la Xbox 360 Elite

#### Modèles 120 Go
- Un pack en édition limitée Resident Evil 5 est sorti le 13 mars 2009, coïncidant avec la sortie du jeu[54]. Le bundle contient une Xbox 360 Elite 120 Go rouge, une manette sans fil rouge, un casque filaire noir, un câble Ethernet, un câble A/V composite définition standard, un câble HDMI, une copie physique du jeu, un thème de tableau de bord exclusif et un bon numérique pour télécharger Super Street Fighter II Turbo HD Remix du marché Xbox Live[55].

#### Modèles 250 Go
- Le 15 septembre 2009, Microsoft a annoncé une version en édition limitée de la Xbox 360 Elite pour Call of Duty : Modern Warfare 2 . La console est décorée et comprend deux manettes sans fil noires, un casque filaire noir, un câble Ethernet, un câble A/V composite de définition standard et la version édition standard du jeu. C'était la première Xbox 360 annoncée avec un Disque dur de 250 Go[56].
- Le 17 septembre 2009, Microsoft a annoncé une console Xbox 360 Elite noire en édition limitée spéciale pour Forza Motorsport 3 . Elle comprend un Disque dur de 250 Go, deux manettes sans fil noires, un casque filaire noir, un câble Ethernet, un câble A/V composite définition standard et la version standard du jeu[57].
- En janvier 2010, Microsoft a annoncé une console Xbox 360 Elite noire en édition limitée spéciale canadienne. La console comprend un Disque dur 250 Go, deux manettes sans fil noires, un casque filaire noir, un câble Ethernet, un câble A/V composite de définition standard et une copie de Halo 3 et Halo 3 : ODST[58].
- Un pack en édition limitée de Final Fantasy XIII a été annoncé le 11 février 2010 et a été publié pour coïncider avec la sortie de Final Fantasy XIII (9 mars 2010). Le lot comprend une blanc Xbox 360 Elite 250 Go blanche, deux manettes sans fil blanches, un casque filaire noir, un câble Ethernet, un câble A/V composite de définition standard, une façade supplémentaire avec une illustration basée sur Final Fantasy XIII, un copie du jeu et des éléments d'avatar téléchargeables exclusifs. Outre l'emplacement du disque dur, cette console est esthétiquement identique aux modèles Pro[59].
- En mars 2010, Microsoft a annoncé une console Xbox 360 Elite noire en édition limitée spéciale pour Tom Clancy's Splinter Cell: Conviction . L'unité comprend un Disque dur 250 Go, deux manettes sans fil noires, un casque filaire noir, un câble Ethernet, un câble A/V composite définition standard et la version édition standard du jeu[60].

### Éditions spéciales de la Xbox 360 S

#### Modèles 250 Go
- Un pack édition spéciale Halo: Reach est sorti en même temps que le jeu le 14 septembre 2010. Il se compose d'une console Halo : Reach personnalisée argentée, deux manettes argent et noir, un casque filaire noir et une copie du jeu. Le communiqué de presse dans lequel elle a été annoncée a également révélé qu'elle capture non seulement l'apparence et la convivialité du jeu, mais qu'elle propose également des effets sonores personnalisés de l'univers Halo qui sont joués lorsque la console est allumée et éteinte ou lorsque le plateau de disque est ouvert et fermé[61],[62].

#### Modèles 320 Go
- Le 7 juin 2011, Microsoft a annoncé une console Xbox 360 S « Limited Collector's Edition » (LCE) pour coïncider avec le lancement de Gears of War 3 (20 septembre 2011)[39]. La console présente une finition rouge métallisé avec la marque noire Gears of War 3[39]. Contrairement aux autres consoles Xbox 360, la Gears of War 3 LCE dispose d'un disque dur de 320 Go [39] et les sons du jeu Gears of War 3 sont joués lorsque la console est allumée et éteinte ou que le plateau de disque est ouvert et fermé[63]. Elle est fournie avec deux manettes sans fil Gears of War 3 rouge brillant de personnalisées (avec D-pad transformable), un casque filaire noir et une copie du jeu avec un code de téléchargement[39].
- Le 21 juillet 2011, Microsoft a annoncé le « Bundle Kinect Star Wars en édition limitée »[40]. Le pack comprend un Console Xbox 360 S 320 Go, qui présente des illustrations basées sur R2-D2 et des sons de mise sous/hors tension/éjection de plateau personnalisés sur le thème R2-D2 et un anneau de lumière qui brille en bleu au lieu de vert, un capteur Kinect blanc, une manette aux couleurs de C-3PO doré et noir, un casque filaire noir et une copie de Kinect Star Wars (avec contenu téléchargeable exclusif) et Kinect Adventures[40]. Sa sortie a été retardée jusqu'au 3 avril 2012[64],[65].
- Le 2 septembre 2011, Microsoft a annoncé le « Bundle Call of Duty: Modern Warfare 3 en édition limitée ». Le pack comprend une Console Xbox 360 S 320 Go, qui présente des illustrations basées sur Modern Warfare 3 et des sons de mise sous tension et d'arrêt/éjection de plateau personnalisés sur le thème de Modern Warfare 3, deux manettes sans fil sur le thème de Modern Warfare 3 ( avec croix directionnelle transformable), un casque filaire noir et un copie du jeu[42]. La console est sortie le 8 novembre 2011 en Amérique du Nord, en Australasie et dans la région EMEA (Europe, Moyen-Orient et Afrique)[42].
- Le 14 juillet 2012, Microsoft a annoncé le « Bundle Halo 4 en édition limitée ». Le bundle est sorti le 6 novembre 2012, en même temps que le jeu[66]. Le pack comprend une Xbox 360 S 320 Go, comprenant un boîtier translucide avec une illustration sur le thème de Halo 4 et des sons de mise sous tension, d'arrêt et d'éjection du plateau, deux manettes sans fil exclusives sur le thème de Halo 4 (avec croix directionnelle transformable), un casque filaire noir et une copie du jeu. avec des DLC exclusifs[66]. L'anneau lumineux de cette console et des contrôleurs qui l'accompagnent est bleu plutôt que vert comme sur les autres modèles Xbox 360[66].

### Éditions spéciales de la Xbox 360 E

#### Modèles 500 Go
- Début septembre 2014, 10 mois après le lancement de la Xbox One, Microsoft a annoncé une édition spéciale de la Xbox 360 E, baptisée « Xbox 360 Special Edition Blue Bundle »[67]. Ce modèle se différenciait des variantes standards par sa coque bleue unie aux accents turquoise sur la console et la manette et son disque dur de 500 Go. Ce pack était accompagné de bons de téléchargement numérique pour Call of Duty: Ghosts et Call of Duty: Black Ops II, ainsi que d'un abonnement d'un mois au Xbox Live Gold. Elle était disponible au prix de 249 $ US et vendue exclusivement chez Walmart et sur le Microsoft Store aux États-Unis, à partir du 7 octobre 2014[67].

## Xbox 360 édition Launch Team

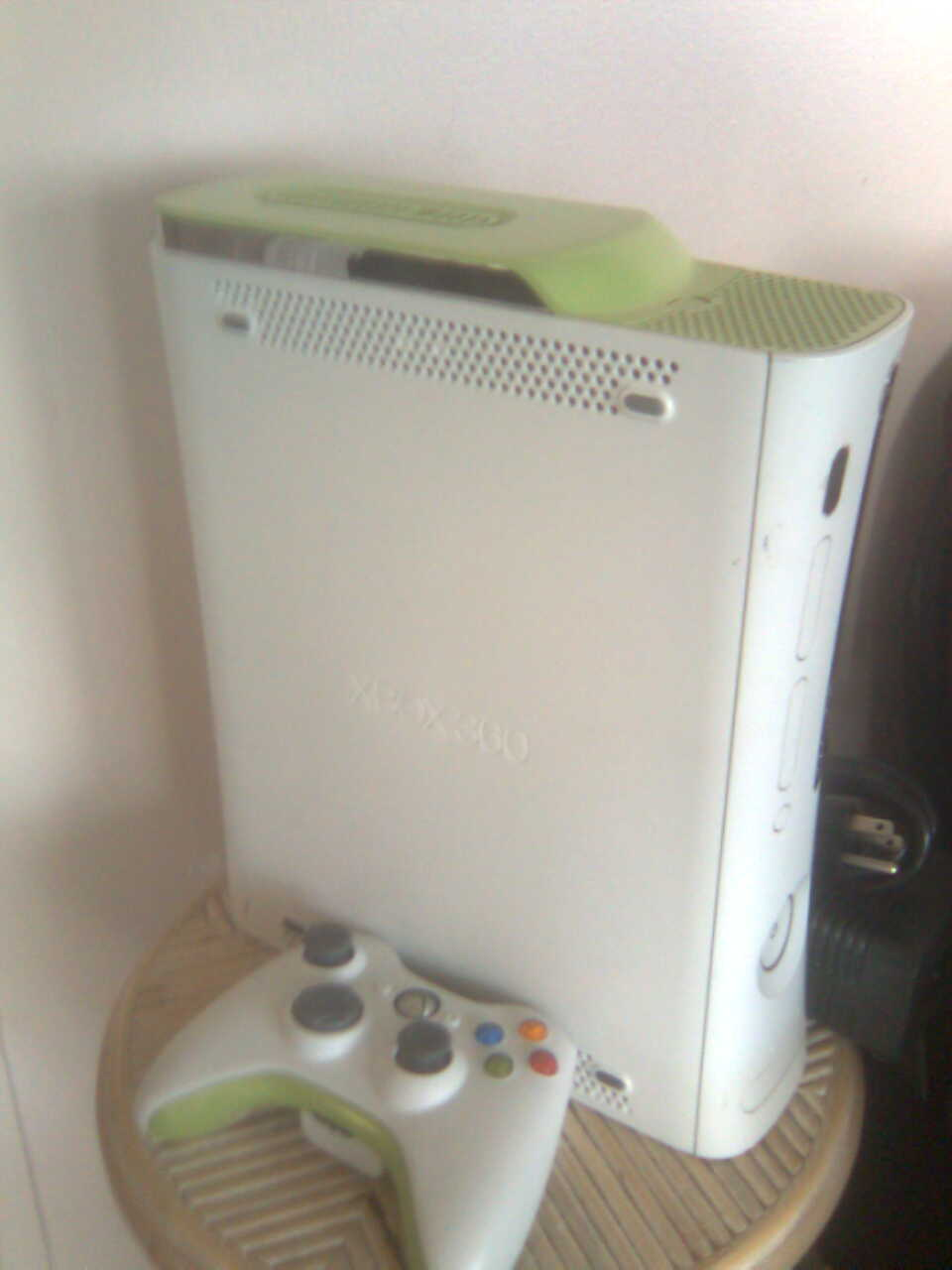
La console Launch Team avec sa manette

Une console blanche avec des accents verts a été distribuée en 2005 uniquement à l'équipe de lancement de la Xbox 360 en cadeau de Microsoft. Les consoles étaient livrées avec un HDD de 20 Go également en vert pour correspondre aux sections supérieures et inférieures qui sont généralement de couleur grise. La plaque du disque dur a également été personnalisée et gravée du gamertag du membre de l'équipe, avec cependant quelques exemples de gravures sans gamertag comme la date de sortie de la console « 22 novembre 2005 » ou « 3 Years of Pain ». Les consoles étaient livrées avec une manette en édition limitée pour accompagner la console. La partie grise du contrôleur est également remplacée par du plastique vert moulé assorti à la console. Chaque console était livrée avec une façade blanche unie. Également, en guise de cadeau supplémentaire, chaque membre de l'équipe a reçu une façade emballée supplémentaire avec une illustration unique avec la légende « I Made This » sur la porte USB de la façade. Très peu d'exemplaires issus des collections originales des membres de l'équipe ont été vendus. Larry Hryb, mieux connu sous le nom de « Major Nelson », est connu pour en posséder une dont il affiche des photos sur son site Web, et a été membre de l'équipe de lancement. La console, le disque dur, la manette et la façade spéciale n'ont jamais été vendus ni destinés au grand public. On ne sait pas combien de ces consoles, très rares, existent aujourd’hui.

## Bundles des fêtes
Comme pour la Xbox originale, Microsoft a continué à regrouper deux titres de jeux dans des emballages de la console pendant la période des fêtes. Pendant les vacances de 2007, les consoles Xbox 360 Pro et Xbox 360 Elite étaient livrées avec Forza Motorsport 2 et Marvel : Ultimate Alliance.
Pendant les fêtes de 2008, les packages Xbox 360 Pro et Xbox 360 Elite étaient fournis avec Lego Indiana Jones : The Original Adventures et Kung Fu Panda, tandis que les consoles Xbox 360 Arcade étaient fournies avec Sega Superstars Tennis. Pendant les vacances de 2009, les consoles Xbox 360 Elite étaient livrées avec LEGO Batman et Pure. Pendant les vacances de 2010, les consoles  Xbox 360 S 250 Go étaient fournies avec une copie physique de Forza Motorsport 3 et un bon numérique pour télécharger Alan Wake depuis le Xbox Live Marketplace.
Deux packs de Xbox 360 S 250 Go étaient disponibles pendant les fêtes de 2011, tous deux avec 3 mois de Xbox Live Gold inclus. Le premier, vendu au prix de 399,99 $ US, contenait un capteur Kinect, une copie physique de Kinect Adventures et un bon de téléchargement numérique pour Carnival Games : Monkey See Monkey Do. Le second, vendu au prix de 299,99 $ US, contenait une copie physique de Fable III et un bon de téléchargement numérique pour Halo: Reach.
Au cours des fêtes de fin d'année 2012, Microsoft a lancé plusieurs packs Xbox 360 S à des prix temporairement réduits, dont un Console 4 Go avec un capteur Kinect et une copie physique de Kinect Adventures et Kinect Disneyland Adventures pour 249,99 $ US ; et une Console 250 Go avec une copie physique de Forza Motorsport 4 (Essentials Edition), et un bon de téléchargement numérique pour The Elder Scrolls V: Skyrim pour 249,99 $ US.
Pour la saison des fêtes 2013, trois forfaits étaient disponibles, chacun comprenant une Xbox 360 S ou une Xbox 360 E et un mois de Xbox Live Gold. Les 250 GB Kinect Holiday Value Bundle comprenait une copie physique de Kinect Sports: Season Two et Kinect Adventures, ainsi qu'un bon de téléchargement numérique pour Forza Horizon.
Au cours de la période des fêtes de 2014, trois packs Xbox 360 E ont été vendus, tous comprenant un mois de Xbox Live Gold inclus. Le bundle 500 Go Holiday Value Bundle comprenait une copie physique de Call of Duty: Ghosts et un bon de téléchargement numérique pour Call of Duty: Black Ops II . Un ensemble similaire, comprenant une console et une manette bleues ainsi que des bons de téléchargement numérique pour les deux mêmes jeux, a été vendu chez Walmart. Le 4 Go Kinect Holiday Value Bundle comprenait une copie physique de Kinect Adventures, Kinect Sports et Forza Horizon et a été vendu chez Target.